# Einheit 29155
Einheit 29155 ist eine Einheit der Glawnoje Raswedywatelnoje Uprawlenije (GRU), des russischen militärischen Geheimdienstes, spezialisiert auf Mordanschläge im Ausland und Destabilisierung von Staaten, unter anderem durch Cyberangriffe. Die Einheit wurde 2008 gegründet. 
Ihre Existenz und ein Teil ihrer Aktivitäten wurden 2019 durch Recherchen der New York Times bekannt, die auf westlichen Geheimdienstquellen beruhten.
Die Einheit wurde bis 2022 von Generalmajor Andrei Awerjanow geführt, seit September 2022 von Oleg Kuschnir.

## Aktivitäten
Zu den ersten nachgewiesenen Aktivitäten der Einheit 29155 zählten die Destabilisierung der Republik Moldau im Jahr 2014 und ein gescheiterter Putsch in Montenegro 2016, einschließlich des Versuchs, den Premierminister zu ermorden und das Parlament mit Gewalt zu besetzen (siehe Putschversuch in Montenegro 2016). Auch der Giftanschlag auf den in Großbritannien lebenden Überläufer Sergei Wiktorowitsch Skripal und dessen Tochter im März 2018 wurde dieser Einheit zugeschrieben, ebenso die Ermordung des Tschetschenen Selimchan Changoschwili auf offener Straße in Berlin im August 2019. Emilian Gebrew, bulgarischen Waffenfabrikanten, wurde mutmaßlich auch von der Einheit vergiftet, überlebte den Anschlag jedoch. Diese Vergiftung wurde zunächst nicht erkannt und einer Lebensmittelvergiftung zugeschrieben. Erst 2018 erkannte man die Parallelen zum Fall Skripall
Westliche Sicherheitsdienste kamen im Laufe des Jahres 2019 zu dem Schluss, dass diese und möglicherweise zahlreiche weitere Operationen Teil einer koordinierten kontinuierlichen Kampagne zur Destabilisierung Europas sind. Dafür wurde diese Eliteeinheit innerhalb der russischen Geheimdienstsysteme etabliert, die in Subversion, Sabotage und Ermordung geschult ist. Auch auf der offiziellen politischen Ebene fördert der Kreml – und finanziert auch zum Teil – zahlreiche Exponenten rechter Parteien und Bewegungen in der EU, stammend aus AfD, Rassemblement National, Lega Nord, Jobbik und FPÖ, eine sogenannte Schwarze Internationale, wie russische Blogger das Netzwerk Putins nannten. Die gemeinsame Schnittmenge ist die Absicht, die Europäische Union zu schwächen, zu beschädigen oder gar zu zerstören. Massive russische Einflussnahme wurde inzwischen auch beim Brexit und beim Unabhängigkeitsreferendum in Katalonien 2017 nachgewiesen.
Im Dezember 2019 berichtete die französische Tageszeitung Le Monde unter Berufung auf französische Geheimdienstkontakte, dass 15 Mitglieder der Einheit 29155 in den Jahren 2014 bis 2018 das Département Haute-Savoie besucht hätten. Haute-Savoie ist in den französischen Alpen gelegen und grenzt an die Schweiz und Italien. Unter den Besuchern waren auch Alexander Petrov und Ruslan Boshirov, beide im Verdacht stehend, Vater und Tochter Skripal vergiftet zu haben.
Eine gemeinsame Recherche des Spiegels, des russischen Investigativmagazins The Insider sowie des US-Nachrichtenmagazins 60 Minutes legte nahe, dass die Einheit 29155 für die seit 2014 auftretenden Fälle des Havanna-Syndroms verantwortlich sein könnte. Hierfür sollen Schallwaffen in Botschaften eingesetzt worden sein, die bei den rund 150 Betroffenen unter anderem Kopfschmerzen, Schwindel, Gleichgewichtsstörungen und Schlaflosigkeit ausgelöst haben sollen.
Im Jahr 2022, vor Beginn der russischen Invasion in die Ukraine, hat die Einheit nach Auffassung westlicher Geheimdienste als WhisperGate bezeichnete Schadsoftware in der Ukraine verbreitet, um die Ukraine zu destabilisieren. Laut dem Bundesamt für Verfassungsschutz scheint das Ziel der Einheit seit Anfang 2022 darin zu bestehen, „Hilfsleistungen für die Ukraine auszukundschaften und zu stören“.
Laut US-Behörden, unter Berufung auf Erkenntnisse westlicher Geheimdienste, hat die Einheit 29155 Stand 2024 in mindestens 26 Ländern aus NATO oder EU 14.000 mal nach vulnerablen Zielen für Hackerangriffe gesucht.

### Anschläge auf Munitionslager in Tschechien
Nach Angaben der tschechischen Regierung waren russische Geheimdienstagenten an Anschlägen in der Tschechischen Republik im Jahr 2014 beteiligt. Bei den Anschlägen kam es zu einer Explosion von 50 Tonnen Munition im Munitionsdepot Vlachovice in Südmähren am 16. Oktober 2014. Dabei wurden zwei Personen getötet. Zu einer weiteren Explosion von 13 Tonnen kam es am 3. Dezember 2014. Hunderte Einwohner benachbarter Dörfer und Städte mussten infolge der Anschläge evakuiert werden. Im Jahr 2015 verübten unbekannte Täter zudem ein Nowitschok-Attentat auf einen bulgarischen Waffenhändler, der das Munitionslager angemietet hatte.
Der tschechische Ministerpräsident Andrej Babiš sagte im April 2021: „Auf der Basis eindeutiger Beweise, die durch die Ermittlungen unserer Sicherheitskräfte erbracht wurden, muss ich feststellen, dass es einen wohlbegründeten Verdacht über die Verwicklung von Offizieren des russischen Geheimdienstes GRU, Einheit 29155, in die Explosion der Munitionslager in Vrbětice 2014 gibt.“ Die tschechische Polizei veröffentlichte zwei Fahndungsfotos der mutmaßlichen Beteiligten an den Anschlägen. Sie stimmen mit denjenigen der zwei Tatverdächtigen überein, die im Zusammenhang mit dem Nervengift-Anschlag auf Sergej Skripal in Großbritannien gesucht werden. Die GRU-Spione sollen Mitte Oktober 2014 für sechs Tage in Tschechien gewesen sein und dabei auch die Region besucht haben, in der sich das Munitionslager befindet.
Als Reaktion wies Tschechien 18 russische Botschaftsmitarbeiter aus, die eindeutig als Mitarbeiter der Geheimdienste SWR und GRU identifiziert worden seien. Mehrere Vertreter des tschechischen Senats werteten die Anschläge als Staatsterrorismus und forderten die Regierung auf, sich mit NATO und EU auf ein gemeinsames Vorgehen gegen Russlands Einflussnahme zu verständigen.

## Struktur und Methode
Die Recherchen der New York Times (NYT), des deutschen Nachrichtenmagazins Der Spiegel, der Recherche-Plattformen Bellingcat und The Insider ergaben folgendes Bild: Die Einheit 29155 besteht aus rund 20 ehemaligen Soldaten, die Absolventen angesehener Militärakademien, Ende 30 bis Mitte 40 Jahre alt und durch Einsätze beispielsweise in Tschetschenien oder der Ukraine kampferfahren sind. Einige von ihnen dienten in Spezialeinheiten des Militärs.
Die Methodik der Einheit 29155 wurde in der NYT als „sloppy“ und „messy“ (schlampig, unordentlich) beschrieben. Darauf verweist, dass mehrere Aktionen wie der inszenierte Putschversuch in Montenegro 2016 vor dem NATO-Beitritt des Landes erfolglos abgebrochen werden mussten und in mehreren Fällen wurden derart viele Beweise hinterlassen, dass die Identifizierung der Täter möglich wurde. Sicherheitsexperten rätselten, ob diese Methode nicht absichtlich gewählt wurde, um allen russischen Regimegegnern zu signalisieren, dass sie nirgendwo sicher seien. Eerik-Niiles Kross, ehemaliger Geheimdienstchef in Estland, ist der Meinung, diese Art von Geheimdienstoperationen sei inzwischen Teil der psychologischen Kriegsführung geworden.

## Reaktion
Von russischer Seite wurden diese Vorwürfe ebenso als „Hysterie“ bezeichnet wie der Vorwurf russischer Einflussnahme auf den Wahlkampf in den Vereinigten Staaten 2016.
Im Jahr 2024 erhoben die USA öffentlich Anklage gegen fünf Mitglieder der Einheit 29155. Sie sollen durch das Zerstören von Computersystemen kurz vor der russischen Invasion 2022 einen Destabilisierungsversuch gegen die Ukraine unternommen haben.